# Jim Lang
James Volker Langknecht, mieux connu sous le nom de Jim Lang est né le 22 novembre 1950 à Kansas City, Missouri. C'est un compositeur et acteur américain.

## Filmographie

### Comme compositeur
- 1990 : Love or Money
- 1993 : Postcards
- 1993 : Petits cauchemars avant la nuit (Body Bags) (TV)
- 1994 : Mystery Lodge
- 1995 : L'Antre de la folie (In the Mouth of Madness)
- 1996-2004 : Hé Arnold ! (Hey Arnold!) (série TV)
- 1998 : When I Was a Boy
- 2000 : Pedestrian
- 2001 : Galaxie Lloyd (Lloyd in Space) (série TV)
- 2002 : Hé Arnold !, le film (Hey Arnold!: The Movie)
- 2004 : Piggy Banks
- 2004 : Party Wagon (TV)
- 2017 : Hey Arnold!: The Jungle Movie (TV)

### Comme acteur
- 2002 : Hey Arnold! (série télévisée d'animation)